# Graciela Di Simone
Graciela Di Simone (1954) fue una deportista argentina ya fallecida, especializada en baloncesto en silla de ruedas, destacada por ser una de las medallistas paralímpicas de ese país. Di Simone ganó la medalla de oro en los Juegos Paralímpicos de Heidelberg 1972 integrando el equipo de básquetbol en silla de ruedas argentino, siendo considerada la mejor baloncestista del mundo.
Fue presidenta de la Comisión Municipal de Discapacidad (CoMuDi) de Río Gallegos y representante del Club Río Gallegos (CRiGal), donde impulsó el básquetbol en silla de ruedas.
En 2014 la Municipalidad de Rosario incluyó su nombre en una de las placas colocadas en el Paseo de los Olímpicos. Por sus logros deportivos fue reconocida en Argentina como Maestra del Deporte.

## Carrera deportiva

### Juegos Paralímpicos de Heidelberg 1972

#### Medalla de oro en baloncesto en silla de ruedas

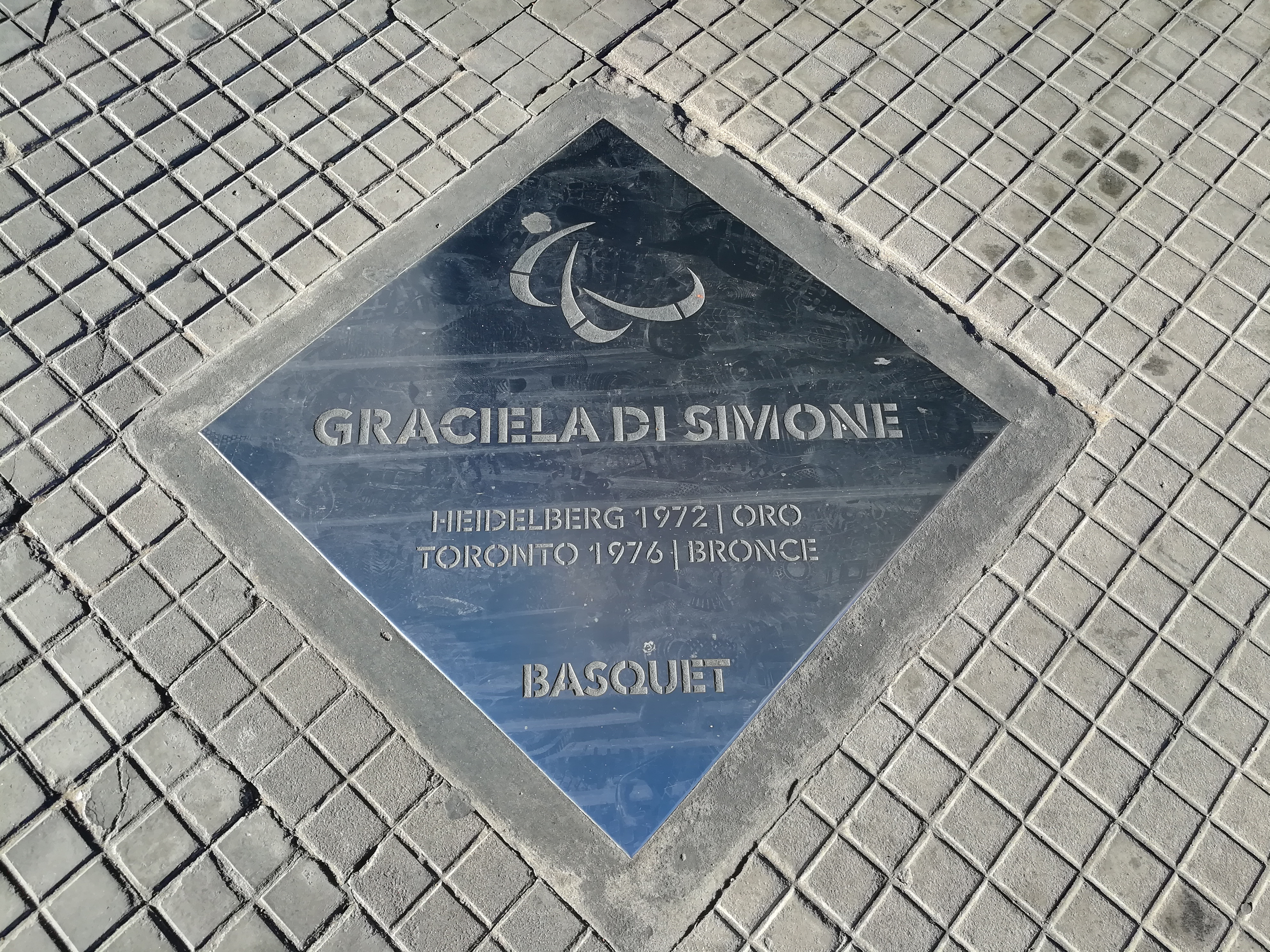
Placa homenaje a Di Simone en el Paseo de los Olímpicos de Rosario.

El equipo femenino de baloncesto estuvo formado por Graciela Di Simone, Silvia Tedesco, Liliana Chiaradía, Noemí Tortul, Diana Masini, Beatriz Dávila, Graciela Puy y Cristina Benedetti. Participaron siete países: Argentina, Canadá, Gran Bretaña, Israel, Jamaica, República Federal Alemana, Yugoslavia que fueron dividos en dos grupos. Argentina salió primera en el Grupo B, ganándole a Jamaica 25-24 y Gran Bretaña 47-8. En la semifinal venció a Alemania 30-22. En la final Argentina debía volver a enfrentar a Jamaica, a la que ya había vencido por apenas un punto en la etapa clasificatoria. Nuevamente el partido fue muy parejo y la victoria fue finalmente para Argentina por 25-22.
Di Simone fue considerada la mejor jugadora del torneo.
| Baloncesto Mujeres | Baloncesto Mujeres | Baloncesto Mujeres |
|                    | País               |                    |
| ------------------ | ------------------ | ------------------ |
| 1                  | Argentina          |                    |
| 2                  | Jamaica            |                    |
| 3                  | Israel             |                    |
| Fuente: IPC.       |                    |                    |